# Graeme Dyce
Graeme Douglas Andrew Dyce (* 24. Juli 1989 in Edinburgh) ist ein ehemaliger britischer Tennisspieler aus Schottland. Er gewann als Junior 2007 die Doppelkonkurrenz der Australian Open.

## Karriere
Dyce spielte bis 2007 auf der ITF Junior Tour. In der Jugend-Rangliste erreichte er mit Rang 30 seine höchste Notierung. Sein bestes Ergebnis bei Grand-Slam-Turnieren war der Titelgewinn bei den Australian Open 2007 im Doppel mit Harri Heliövaara. Nur ein weiteres Mal überstand er bei einem Turnier dieser Kategorie die ersten zwei Runden – 2007 im Einzel bei Wimbledon.
Bei den Profis spielte Dyce nur wenige Turniere und fast ausschließlich auf der ITF Future Tour. Zwei Matchgewinne gelangen ihm im Einzel, während er im Doppel nach einer Pause von 2008 bis 2012 in der Saison 2013 einige Turniere spielte und ein Finale auf der Future Tour erreichen konnte. Seinen einzigen Auftritt auf der ATP Challenger Tour hatte er 2007 in Manchester. Im Einzel und Doppel schaffte er nie den Einzug in die Top 1000 der Tennisweltrangliste. Von 2008 bis 2012 studierte er an der University of Kentucky, wo er auch College Tennis spielte. An den Bachelor schloss er einen Masters an der University of Stirling an. Danach arbeitete er im Bereich Wirtschaft. Tennis spielte er nach 2013 nicht mehr.